# Hyperolius mosaicus
Espèce
Statut de conservation UICN

 LC  : Préoccupation mineure
Hyperolius mosaicus est une espèce d'amphibiens de la famille des Hyperoliidae.

## Répartition
Cette espèce se rencontre, :
- dans le sud du Cameroun ;
- dans le nord du Gabon.

Sa présence est incertaine en Guinée équatoriale et République du Congo.

## Publication originale
- Perret, 1959 : Batraciens nouveaux du Cameroun. Revue Suisse de Zoologie, vol. 66, no 4, p. 711-721 (texte intégral).